# José Pedro Santos
José Pedro Santos (nacido el 6 de septiembre de 1976) es un exfutbolista brasileño que se desempeñaba como centrocampista.
Jugó para clubes como el Palmeiras, Juventude, Kawasaki Frontale, Botafogo, Cerro Porteño, Libertad y Grêmio.

## Trayectoria

### Clubes
| Club                | País     | Año         |
| ------------------- | -------- | ----------- |
| Ituano              | Brasil   | 1998        |
| Palmeiras           | Brasil   | 1998 - 1999 |
| Juventude           | Brasil   | 1999        |
| Kawasaki Frontale   | Japón    | 2000        |
| Botafogo            | Brasil   | 2000        |
| Cerro Porteño       | Paraguay | 2001        |
| Libertad            | Paraguay | 2002 - 2005 |
| Grêmio              | Brasil   | 2005        |
| Ceará               | Brasil   | 2006        |
| Libertad            | Paraguay | 2007        |
| Atlético Goianiense | Brasil   | 2008        |
| 3 de Febrero        | Paraguay | 2008        |
| CRAC                | Brasil   | 2009        |
| Boca Júnior         | Brasil   | 2009        |
| Itabaiana           | Brasil   | 2010        |
| Funorte             | Brasil   | 2011        |